# Huy Ninh công chúa
Huy Ninh công chúa (chữ Hán: 徽寧公主) hay Thái Từ hoàng hậu (chữ Hán: 太慈皇后), là con gái của vua Trần Minh Tông, chính thất của hoàng đế Đại Ngu Hồ Quý Ly, mẹ của Hồ Hán Thương và Hồ Thánh Ngâu. Trước đây, bà được gả cho tôn thất Trần Nhân Vinh (? - 12/1370). Đến năm 1370, Trần Nhân Vinh bị Dương Nhật Lễ giết hại. Sau này, Trần Nghệ Tông lại gả bà cho Hồ Quý Ly vào tháng 5 âm lịch năm 1371. Bà thường được biết với giai thoại Công chúa Nhất Chi Mai (chữ Hán: 一枝梅) trong lịch sử văn học Việt Nam.

## Giai thoại
Trong Kiên biều tập (堅瓠集) của Chử Nhân Hoạch soạn đời nhà Thanh có chép một chuyện về Hồ Quý Ly, được Lê Quý Đôn dẫn lại trong Kiến văn tiểu lục:
| “                                                           | 交趾國王。原姓陳氏。後有江西黎季厘。幼時啇販其國。登岸時。見沙上有句云。廣寒官裏一枝梅。厘後夤緣得官。一日陳王避暑於清暑殿。庭有桂千樹。王出對曰。清暑殿前千樹桂。群臣皆未對。厘憶沙上所見。遂以對之。王大驚曰。子何以知我宮中事。厘以實告。王曰。此天數也。蓋王有女。名一枝梅。建廣寒宮以處之也。遂配之。 . Giao Chỉ quốc vương, nguyên là họ Trần. Lúc ấy có người ở Giang Tây là Lê Quý Ly, khi còn bé sang nước ấy buôn bán. Lúc lên bờ, thấy trên bãi cát có câu rằng: Quảng Hàn cung lý nhất chi mai (Một cành mai trong cung Quảng Hàn) Sau, Quý Ly mon men được làm quan. Một hôm Trần vương nghỉ mát ở Thanh Thử điện, sân điện có hàng ngàn cây quế, nhà vua ra câu đối rằng: Thanh Thử điện tiền thiên thụ quế (Ngàn gốc quế trước điện Thanh Thử) Bầy tôi chưa ai kịp đối. Quý Ly nhớ lại câu đã trông thấy trên bãi cát khi trước, liền đem câu ấy đối lại. Nhà vua giật mình, nói:「"Sao nhà ngươi biết được việc trong cung của ta?"」. Quý Ly cứ tình thực tâu bày. Nhà vua nói:「"Đấy là số trời"」. Bởi vì nhà vua có một con gái tên là Nhất Chi Mai, dựng cung Quảng Hàn để cho ở. Nhân câu đối ấy, nhà vua liền đem gả cho Quý Ly. | ” |
| — Trích phần "Nhất chi mai" (一枝梅) của sách Kiên biều tập | |   |

Sự tích này tương đối nổi tiếng ở thời điểm Việt Nam hiện đại, song lại không phổ biến ở thời xưa và có nhiều mâu thuẫn lịch sử. Dựa vào việc Quý Ly có vợ là Huy Ninh công chúa, nên nhiều người đem "Nhất chi mai" trong truyền thuyết gán vào bà, song Huy Ninh được anh là Trần Nghệ Tông gả sau khi diệt Dương Nhật Lễ, tức Huy Ninh là vai em gái của "Trần vương", mà không phải con gái trong sự tích nói đến. Lê Quý Đôn khi chép lại chuyện này cũng có đề "Chuyện này có phần kỳ lạ", theo đó cũng cho thấy đây không những hư cấu, mà đối với người Việt đời Lê khi ấy cũng chưa từng nghe qua, cho nên mới "lạ" như vậy.
Sử sách không chép nhiều về bà. Bà mất năm nào không rõ.